# All I Have to Do Is Dream
«All I Have to Do Is Dream» — пісня гурту «The Everly Brothers», випущена 1958 року.
Потрапила до Списку 500 найкращих пісень усіх часів за версією журналу «Rolling Stone»
1. 1 2  ISWC Network